# Chinaillon (rivière)
Pour les articles homonymes, voir Chinaillon.
Le Chinaillon est un torrent de France situé en Haute-Savoie, sur la commune du Grand-Bornand, dans le massif des Bornes. Il prend sa source sous le col de la Clef des Annes, descend le vallon du Maroli jusqu'à arriver sous le col de la Colombière puis au village du Grand-Bornand où il se jette dans le Borne, le tout en contournant le mont Lachat de Châtillon par le nord et l'ouest. Entre sa source et le passage sous le col de la Colombière, il est aussi appelé ruisseau des Bouts.

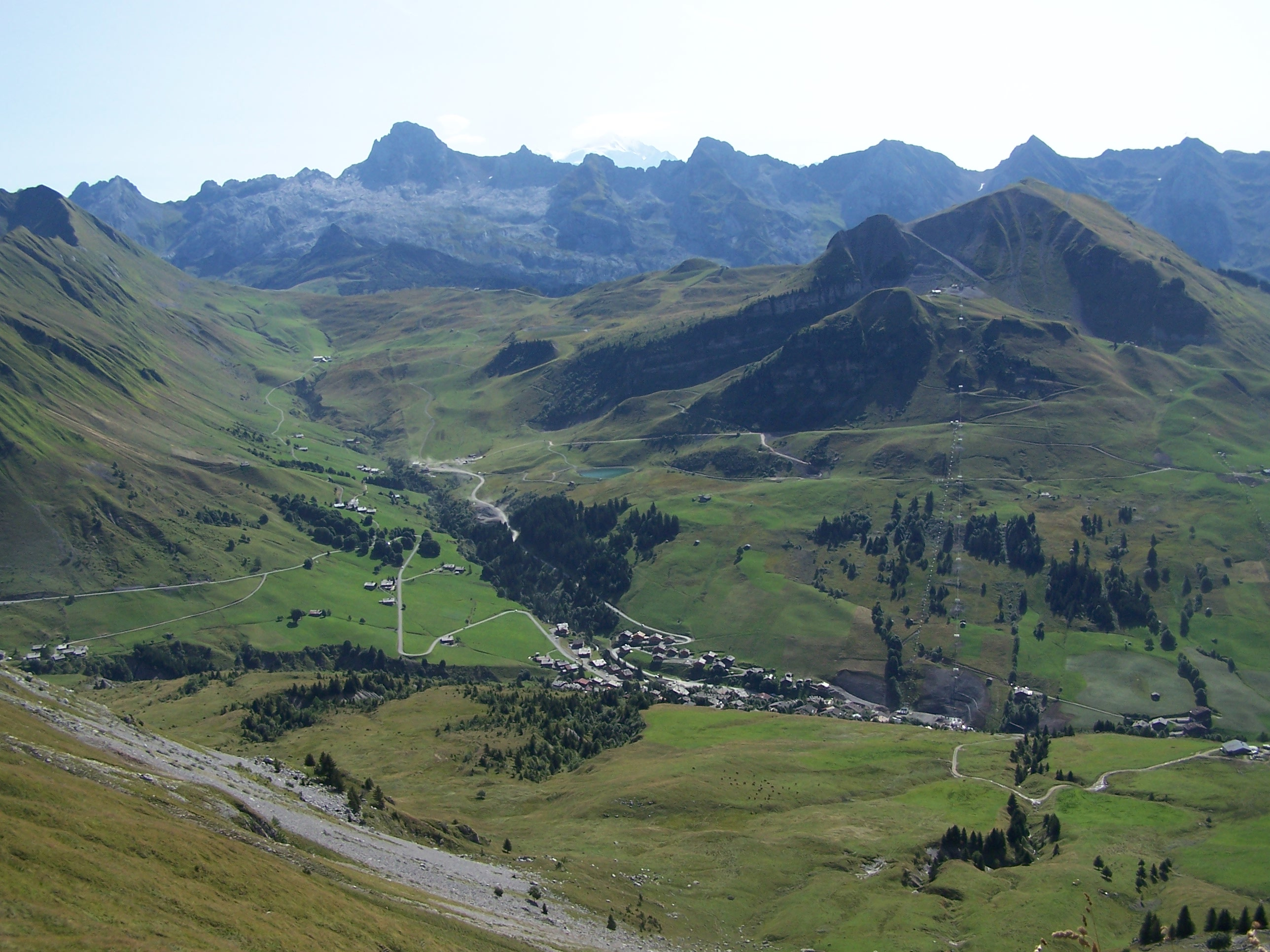
Vue de la partie amont du Chinaillon depuis sa source au fond du vallon (à gauche) jusqu'à son arrivée dans le hameau du Chinaillon (au centre), dominé par le mont Lachat de Châtillon (à droite).